# Национальный парк Баму
Национальный парк Баму (перс. پارک ملی بمو‎ англ.: Bamou national park ) — один из национальных парков Ирана в  провинции Фарс. Этот парк, получивший своё название от горы Баму, находится на севере города Шираза. Парк находится под охраной государства c 1975 года. Площадь парка  составляет 48 тысяч гектаров.

## История
Государственный контроль в будущем национальном парке Баму был введен в 1962 году с запретом на охоту в этом районе. Эта территория включала площадь в 100 000 гектар. В 1967 году с созданием Организации контроля над охотой и рыболовством этот район превратился в охраняемую природную территорию, а затем в парк дикой природы Баму и в итоге, в 1975 году, когда была создана Организация охраны окружающей среды, этот район, площадь которого составляла 48 678 гектар, стал называться Национальным парком Баму.

## Экосистема и ландшафт
С точки зрения количества животных и разнообразия дикой живности, национальный парк Баму занимает третье место по важности, уступая национальным паркам Голестан и Урумие. Наличие многих видов млекопитающих и птиц, прекрасные природные виды и памятники истории, существующие в национальном парке, считаются важнейшими туристическими достопримечательностями.
В естественном местообитании Баму, помимо леопардов, живут такие млекопитающие как газели, бараны, козлы и козероги, а также такие птицы как беркут. Среди других животных, которые живут в этом регионе, можно отметить гиен, камышовых котов, лесных кошек, домовых сычей и филинов. В 2012—2013 году в парке насчитывалось шесть леопардов. Всего национальный парк насчитывает 112 видов животных, 69 птиц, 21 млекопитающие, 19 видов пресмыкающихся и 3 вида земноводных, а также различные виды растений.
Обрывы и крутые спуски, скалы и утёсы, глубокие ущелья и особые горные виды позволяют назвать национальный парк Баму также геопарком.

## Климат
В национальном парке Баму полусухой прохладный климат и зимой здесь выпадает много осадков. Средний уровень выпадения осадков за год в Ширазе составляет 392,9 мм, а средняя температура равняется 17,9 градусам. В регионе преобладают северо-западные и западные ветра.

## Людские поселения
На территории национального парка Баму нет жилых территорий, но на его окраине расположены 30 деревень и городов, такие как, например, Шираз и Зарган.
Основная экономическая деятельность в этих деревнях связана с животноводством и сельским хозяйством, в частности выращиванием винограда.

## Факторы, угрожающие национальному парку
Среди факторов, угрожающих национальному парку Баму, можно выделить:
Многочисленные гарнизоны и военные центры в окрестностях парка, а также проекты по благоустройству, включающие железную дорогу Шираз-Исфахан, трубопроводные магистрали для нефти, газового конденсата Агардалан — НПЗ Шираз, развитие НПЗ Шираза, линии электропередач и прочее.